# Alegeri legislative în Regatul Unit, 1806
Alegerile generale ale Marii Britanii din anul 1806, a fost alegerea membrilor din al 3 – lea Parlament din Marea Britanie. A fost al doilea tur de scrutin care a avut loc după unirea Marii Britanii cu Irlanda.
Alegerile Generale au avut loc intr-o situație de incertitudine cu privire la viitorul politic britanic, urmând moartea lui William Pitt cel Tânar și formarea Ministerului Tuturor Talentelor.
Cel de-al doilea Parlament al Marii Britanii a fost distrus pe 24 octombrie 1806. Noul Parlament a fost convocat la intâlnire pe 13 decembrie 1806, dând un termen maxim de 7 ani de la această dată acestui Parlament. Termenul maxim putea fi scurtat, și a fost scurtat de monarh, distrugând astfel Parlamentul inainte ca termenul să expire.

## Situația politică
Având in vedere că alegerile generale precedente războiului  dintre Poporul Napoletan și Franța, au fost reluate in 1803, Tory Henry Addington, ca prim-ministru a demisionat in 1804. William cel Tânar a format o nouă coaliție pro – guvernamentală iar politicienii, Whig și Tory să analizeze războiul. Ei au fost susținuți de un grup de susținători din partea lui Pitt (cum ar fi vărul său William Wyndham Grenville, primul baron) care s-au aliat cu Fox, in opoziție cu Addington după 1802 și nu l-au insoțit pe Pitt și pe susținătorii lui inapoi in birou in 1804.
Pe 23 ianuarie 1806, când Pitt a murit, noul Minister a fost creat de Grenville. Au fost incluși Fox și Addington ( innobilat ca primul viconte Sidmouth) precum și alte figuri politice ale zilei. Nu ar fi inclus George Canning care a preluat conducerea fracțiunii lui Pitt in Camera Comunelor sau Ducelui de Portland in Camera Lorzilor. Acest Minister a fost recunoscut ca: Ministerul Tuturor Talentelor.
O incercare a fost facută pentru a finaliza războiul Napoletanilor prin negociere. Aceasta speranță a eșuat iar războiul a continuat. Grenville, de asemenea, a incercat să consolideze guvernul, dar nu a putut să-l convingă  pe Pitties să se alature fie ca organism, fie prin detașarea unor personalități importante. Primul Ministru nu a fost pregătit pentru a-l exclude pe Fox și pe prietenii lui chiar dacă Pitties voia lucrul acesta.
Lordul Genville a decis apoi să organizeze alegeri generale pentru a consolida guvernul său. Regele a acordat o desființare.
Talentele erau in funcție de data alegerilor și a continuat și după , dar Ministerul a fost oarecum slăbit după  moartea lui Fox din data de 13 septembrie 1806.
Alegerile in sine au fost dezamăgitoare. În secolul XVIII-lea, un guvern cu sprijinul regelui putea avea caștiguri substanțiale la alegeri. Cu toate acestea, reformele economice ale lui Pitt au slăbit capacitatea de Tresorerie pentru a manipula rezultatele alegerilor. Food estimează  ca Ministerul a câștigat doar 30 de locuri in anul 1806 și țara.

## Data Alegerilor
In această  perioadă  nu a fost nici o zi a alegerilor. Dupa ce a primit un mandat (o comandă  regala) pentru alegerile care aveau să  aibă  loc, ordonatorul de credite locale a stabilit returnarea calendarului de alegeri pentru circumscripția electorală  specială  de care era interesat.
Perioada dintre prima și ultima alegere atacată a fost 29.10 – 17.12.1806.